# باسكال فيندونو

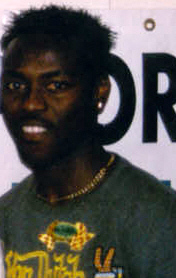
باسكال فيندونو

باسكال فيندونو (بالفرنسية: Pascal Feindouno)‏، من مواليد 27 فبراير 1981 في كوناكري في غينيا، لاعب كرة قدم غيني.

## السيرة الذاتية
بدأ مسيرته الكروية مع نادي بوردو الفرنسي في عام 1997 ولعب معهم حتى عام 2001 وشارك معهم في 28 مباراة وسجل هدفين وفي موسم 2001/2002 انتقل إلى نادي لوريان الفرنسي ولعب معهم 30 مباراة وسجل 6 أهداف وفي عام 2002 عاد إلى نادي بوردو ولعب معهم حتى عام 2005 وشارك معهم في 102 مباراة وسجل 21 هدف وفي عام 2005 انتقل إلى نادي سانت إتيان الفرنسي ثم انتقل إلى نادي السد القطري سنة 2008 وتم اعارته إلى نادي الريان الرياضي ليلعب في صفوفه للموسم 2009/2010م وفي بداية موسم 2010 انتقال باسكال إلى نادي النصر السعودي قادم من الريان القطري لفترة 6 شهور. ثم انتقل بعدها لنادي سيون السويسرى
كان أحد العوامل الرئيسية التي ساهمت في وصول المنتخب الغيني إلى دور الثمانية في 3 بطولات أفريقية متتالية في 2004 في تونس و2006 في مصر وكأس الامم الأفريقية 2008 في غانا علما بأنه كان أحد عناصر النجاح في الفريق منذ أن شارك معه للمرة الأولى وعمره 17 عاما فقط.

### مميزاته
يتميز فيندونو بقدرته على اللعب في مركز رأس الحربة أو لاعب الوسط المهاجم كما يتميز بسرعته العالية وقدرته على التحكم في الكرة وتمريرها والتنظيم الجيد مع زملائه في الملعب وإجادته لضربات الرأس وقدرات فنية متميزة.
ما اللاعب استحسان المدير الفني لغلاطا سراي التركي فرانك ريكارد وطالب إدارة ناديه بسرعة التحرك لضم اللاعب في صيف 2010 حيث قال عنه «إنه يتناقل الكرة كما لوكان ينقلها بيده».

### مسيرته مع النصر السعودي
لعب الغيني باسكال فيندونو مع نادي النصر في دوري المحترفين أربع مباريات حسب احصائية الإتحاد السعودي لكرة القدم شارك منهم في مبارتين كاملتين واستبدل في واحدة ونزل كبديل في أخرى.
شارك اللاعب مع الفريق لمدة 269 دقيقة واحرز مع الفريق هدفين بالدوري وهدف بكأس خادم الحرمين الشريفين أمام الأهلي في إياب دور الثمانية.

## روابط خارجية
- باسكال فيندونو على موقع الاتحاد الدولي (مؤرشف)  (الإنجليزية)
- باسكال فيندونو على موقع اتحاد تركيا (لاعب) (الإنجليزية)
- باسكال فيندونو على موقع إي إس بي إن إف سي (الإنجليزية)
- باسكال فيندونو على موقع قاعدة بيانات كرة القدم.إي يو (الإنجليزية)
- باسكال فيندونو على موقع ليكيب (الفرنسية)
- باسكال فيندونو على موقع ناشيونال فوتبول تيمز (الإنجليزية)
- باسكال فيندونو على موقع عالم كرة القدم.نت (الإنجليزية)